# 米子料金所
米子料金所（よなごりょうきんじょ）は鳥取県米子市赤井手にある、米子自動車道の本線料金所である。料金所のすぐ北側には米子IC/米子JCTが隣接している。
料金所西側には西日本高速道路中国支社米子高速道路事務所、鳥取県警察高速道路交通警察隊が併設されている。

## 道路
- E73 米子自動車道

## 料金所施設
ブース数：5

### 落合・岡山方面
- ブース数：2
  - ETC専用：1
  - ETC/一般：1

### 米子・松江・出雲方面
- ブース数：3
  - ETC専用：1
  - 一般：2

## 隣
E73 米子自動車道
(5) 溝口IC - 大山高原SIC/大山PA - 米子TB - (6) 米子IC - (16) 米子JCT

## 備考
- 大山PA - 宍道湖SA間にはSA・PAがまったくないため、島根県東部高速道路利用促進協議会では、「手軽に使える高速道路トイレマップ」を用意している[2]。
- 料金所ブースより米子・松江・出雲寄りに駐車場が設置されている。下り線（米子・松江・出雲方面）のみ停車可能。駐車場および米子高速道路事務所外側のトイレ（男女兼用）が一般開放されており、パーキングエリアとして利用する事が出来る[2]。
  - 駐車場
    - 小型 8台

  - トイレ